# 尤尼昂鎮區 (愛荷華州德梅因縣)
尤尼昂鎮區（英語：Union Township）是位於美國愛荷華州德梅因縣的一個行政鎮區。

## 地方資料
根據2010年美國人口普查的數據，尤尼昂鎮區的面積為100.12平方千米，當中陸地面積為97.96平方千米，而水域面積為2.16平方千米。當地共有人口777人，而人口密度為每平方千米7.76人。